# Regering-Dehaene I
De regering-Dehaene I (7 maart 1992 - 23 juni 1995) was een Belgische regering. Het was een coalitie tussen de CVP/PSC (39 en 18 zetels) en de PS/SP (35 en 28 zetels).
De regering volgde de regering-Martens IX op na 104 dagen van formatie en werd opgevolgd door de regering-Dehaene II na de verkiezingen van 21 mei 1995.
Tijdens deze regeerperiode, stierf koning Boudewijn op 31 juli 1993 na 42 jaar heerschappij. Volgens de Grondwet nam de regering de koninklijke functies op zich tot de troonsbestijging van koning Albert II, negen dagen later.

## Verloop

### Maatregelen
De meest bekende maatregelen van de regering-Dehaene I zijn:
- Verdere federalisering van België met het Sint-Michielsakkoord.
- Afschaffing van de militaire dienstplicht en de professionalisering van het leger na het einde van de Koude Oorlog.
- Na de dood van 10 Belgische blauwhelmen in Rwanda besloot de regering de terugtrekking van het contingent Belgen. De kwestie zou later aanleiding geven tot een parlementaire onderzoekscommissie.[1]
- Globaal Plan: sociaal-economisch herstelplan om België, mits loonmatiging en een streng begrotingsbeleid,[2] te laten voldoen aan de convergentiecriteria zoals die werden opgelegd door het Verdrag van Maastricht.

## Samenstelling
De regering telde 15 ministers (14 + 1 eerste minister) en 1 staatssecretaris. CVP had 5 ministers (inclusief de premier), de PS ook 5 ministers, SP 3 ministers en 1 staatssecretaris en PSC 2 ministers.
| Ambtsbekleder                         | Ambtsbekleder                      | Ambtsbekleder                       | Functie en bevoegdheden                                                                   | Termijn                         | Partij                  |
| Kernkabinet                           |                                    |                                     |                                                                                           |                                 |                         |
| ------------------------------------- | ---------------------------------- | ----------------------------------- | ----------------------------------------------------------------------------------------- | ------------------------------- | ----------------------- |
|                                       |                                    | Jean-Luc Dehaene (1940-2014)        | Premier Algemeen Beleid en voorzitter van het Kernkabinet en de Ministerraad              | 7 maart 1992 - 23 juni 1995     | CVP                     |
|                                       |                                    | Guy Coëme (1946)                    | Vicepremier Verkeerswezen en Overheidsbedrijven                                           | 7 maart 1992 - 21 januari 1994  | PS                      |
|                                       |                                    | Elio Di Rupo (1951)                 | Vicepremier Verkeerswezen en Overheidsbedrijven                                           | 23 januari 1994 - 23 juni 1995  | PS                      |
|                                       |                                    | Willy Claes (1938)                  | Vicepremier Buitenlandse Zaken                                                            | 7 maart 1992 - 10 oktober 1994  | SP                      |
|                                       |                                    | Frank Vandenbroucke (1955)          | Vicepremier Buitenlandse Zaken                                                            | 10 oktober 1994 - 22 maart 1995 | SP                      |
|                                       |                                    | Melchior Wathelet (1949)            | Vicepremier Justitie en Economische Zaken                                                 | 7 maart 1992 - 23 juni 1995     | PSC                     |
|                                       |                                    | Herman Van Rompuy (1947)            | Vicepremier Begroting                                                                     | 5 september 1993 - 23 juni 1995 | CVP                     |
|                                       |                                    | Johan Vande Lanotte (1955)          | Vicepremier                                                                               | 22 maart 1995 - 23 juni 1995    | SP                      |
| Binnenlandse Zaken en Ambtenarenzaken | 10 oktober 1994 - 23 juni 1995     | Johan Vande Lanotte (1955)          |                                                                                           |                                 | SP                      |
| Ministers                             |                                    |                                     |                                                                                           |                                 |                         |
|                                       |                                    | Philippe Maystadt (1948-2017)       | Financiën                                                                                 | 7 maart 1992 - 23 juni 1995     | PSC                     |
|                                       |                                    | Philippe Moureaux (1939-2018)       | Sociale Zaken                                                                             | 7 maart 1992 - 4 mei 1993       | PS                      |
|                                       |                                    | Bernard Anselme (1945)              | Sociale Zaken                                                                             | 4 mei 1993 - 23 januari 1994    | PS                      |
|                                       |                                    | Jean-Maurice Dehousse (1936-2023)   | Wetenschapsbeleid                                                                         | 7 maart 1992 - 23 december 1994 | PS                      |
| belast met Infrastructuur             | 23 januari 1994 - 23 december 1994 | Jean-Maurice Dehousse (1936-2023)   |                                                                                           |                                 | PS                      |
|                                       |                                    | Robert Urbain (1930-2018)           | Buitenlandse Handel en Europese Zaken, toegevoegd aan de minister van Buitenlandse Zaken  | 7 maart 1992 - 23 juni 1995     | PS                      |
|                                       |                                    | Freddy Willockx (1947-2024)         | Pensioenen                                                                                | 7 maart 1992 - 18 juli 1994     | SP                      |
|                                       |                                    | Marcel Colla (1943)                 | Pensioenen                                                                                | 18 juli 1994 - 23 juni 1995     | SP                      |
|                                       |                                    | Louis Tobback (1938)                | Binnenlandse Zaken en Ambtenarenzaken                                                     | 7 maart 1992 - 10 oktober 1994  | SP                      |
|                                       |                                    | Miet Smet (1943-2024)               | Tewerkstelling en Arbeid, belast met het Beleid van Gelijke Kansen voor Mannen en Vrouwen | 7 maart 1992 - 23 juni 1995     | CVP                     |
|                                       |                                    | André Bourgeois (1928-2015)         | Kleine en Middelgrote Ondernemingen en Landbouw                                           | 7 maart 1992 - 23 juni 1995     | CVP                     |
|                                       |                                    | Leo Delcroix (1949-2022)            | Landsverdediging                                                                          | 7 maart 1992 - 8 december 1994  | CVP                     |
|                                       |                                    | Karel Pinxten (1952)                | Landsverdediging                                                                          | 8 december 1994 - 23 juni 1995  | CVP                     |
|                                       |                                    | Laurette Onkelinx (1958)            | Volksgezondheid, Leefmilieu en Maatschappelijke Integratie                                | 7 maart 1992 - 4 mei 1993       | PS                      |
|                                       |                                    | Mieke Offeciers-Van De Wiele (1952) | Begroting                                                                                 | 7 maart 1992 - 5 september 1993 | extraparlementair (CVP) |
|                                       |                                    | Magda De Galan (1946-2024)          | Volksgezondheid, Leefmilieu en Maatschappelijke Integratie                                | 4 mei 1993 - 23 januari 1994    | PS                      |
| 6 mei 1995 - 23 juni 1995             |                                    | Magda De Galan (1946-2024)          | Volksgezondheid, Leefmilieu en Maatschappelijke Integratie                                |                                 | PS                      |
| Sociale Zaken                         | 23 januari 1994 - 23 juni 1995     | Magda De Galan (1946-2024)          |                                                                                           |                                 | PS                      |
|                                       |                                    | Jacques Santkin (1948-2001)         | Volksgezondheid, Leefmilieu en Maatschappelijke Integratie                                | 23 januari 1994 - 6 juni 1995   | PS                      |
|                                       |                                    | Michel Daerden (1949-2012)          | Wetenschapsbeleid, belast met Infrastructuur                                              | 23 december 1994 - 23 juni 1995 | PS                      |
|                                       |                                    | Erik Derycke (1949)                 | Buitenlandse Zaken, belast met Ontwikkelingssamenwerking                                  | 22 maart 1995 - 23 juni 1995    | SP                      |
| Staatssecretarissen                   |                                    |                                     |                                                                                           |                                 |                         |
|                                       |                                    | Erik Derycke (1949)                 | Ontwikkelingssamenwerking, toegevoegd aan de minister van Buitenlandse Zaken              | 7 maart 1992 - 22 maart 1995    | SP                      |

### Herschikkingen
- Op 4 mei 1993 werd Philippe Moureaux vervangen door Bernard Anselme (PS). Ook werd Laurette Onkelinx vervangen door Magda De Galan (PS) omdat zij minister-president van de Franse Gemeenschap werd.
- Op 5 september 1993 werd Mieke Offeciers-Van De Wiele vervangen door Herman Van Rompuy (CVP). Ze werd afgevaardigd bestuurder van het VEV, een van de voorlopers van Voka.
- Naar aanleiding van het Agustaschandaal nam Guy Coëme op 23 januari 1994 ontslag. Hij werd als vicepremier en minister opgevolgd door Elio Di Rupo (PS). Ook nam Bernard Anselme die dag ontslag als federaal minister, omdat hij Guy Mathot (PS) moest vervangen in de Waalse regering, die ook naar aanleiding van het Agustaschandaal opgestapt was. Anselme werd vervangen door Magda De Galan, die op haar beurt vervangen werd door Jacques Santkin (PS). Tijdens deze regering vond de Genocide op de Tutsi's plaats in vroeger Belgisch protectoraat Rwanda.
- Op 18 juli 1994 nam Freddy Willockx ontslag om te zetelen in het Europees Parlement. Hij werd opgevolgd door Marcel Colla (SP).
- Op 10 oktober 1994 werd Willy Claes vervangen door Frank Vandenbroucke (SP) en Louis Tobback door Johan Vande Lanotte (SP). Claes werd secretaris-generaal van de NAVO en Tobback werd partijvoorzitter.
- Op 8 december 1994 werd Leo Delcroix vervangen door Karel Pinxten (CVP). Dit moest hij doen nadat er aan het licht was gekomen dat hij een villa in Zuid-Frankrijk bezat, waaraan postbodes in het zwart gewerkt hadden.
- Op 23 december 1994 werd Jean-Maurice Dehousse vervangen door Michel Daerden (PS). Hij ging immers burgemeester van Luik worden.
- Op 22 maart 1995 werd Frank Vandenbroucke vervangen door Eric Derycke (SP). Hij nam zijn post van Ontwikkelingssamenwerking niet mee en werd zelf ook niet vervangen. Vandenbroucke stapte op nadat aan het licht kwam dat hij in 1991 opdracht gaf zwart geld te verbranden.